# Zelenooka
Zelenooka (справжнє — Анастасі́я Віта́ліївна Мацу́цька; нар. 15 квітня 1999, Ізюм) — українська співачка, авторка пісень, TikTok-блогер, учасниця шоу «Голос країни-8».

## Раннє життя
Народилася в Ізюмі у багатодітній сім'ї, закінчила Харківський національний університет мистецтв імені Івана Котляревського. З ранніх років мама розглянула в доньці тягу і любов до музики, тому всіляко сприяли її творчому розвитку. Вона неодноразово брала участь в пісенних конкурсах та фестивалях починаючи з раннього дитинства. Будучи ученицею 11 класу здобула 1 місце на всеукраїнській відкритій музичній олімпіаді «Голос Країни».

## Творчість
На початку 2018 року Анастасія Мацуцька брала участь у восьмому сезоні талант-шоу «Голос країни». На сліпих прослуховуваннях вона виконала пісню Тамари Гвердцителі «Очі на піску». До неї повернулися Jamala та Сергій Бабкін, Анастасія потрапила у команду до Сергія Бабкіна.
У вокальному двобої вона виконала пісню Kozak System «Не моя» разом з Давидом Стеблюком, та пройшла у наступний раунд. В нокаутах виконала пісню «У неба попросим» Тіни Кароль, і за результатами нокаутів не зайняла жодного місця на стільцях та припинила участь у шоу.
14 серпня 2020 року Zelenooka випустила пісню «#MAMO» (Ой, говорила мені, мамо), за декілька днів вона представила кліп до цієї пісні. Пісня набрала мільйони переглядів у мережі ТікТок.
В жовтні-листопаді 2020 року Zelenooka брала участь у проєкті «Галас», створеного Данилом Гайдамахою, де протягом 8 тижнів учасники знімали патріотичні ТікТок відео.
У вересні 2021 видання «Muzvar» номінувало Zelenooka на премію у категорії «New Breath: найкращі нові імена попмузики».
З 2022 року активно волонтерить та виступає на благодійних концертах.
У лютому 2023 року Zelenooka випустила кліп «Вітер змін». У березні 2023 року Zelenooka випустила кліп «Моє серце». 

## Дискографія

### Пісні
- 2020: #sama
- 2020: #MAMO
- 2021: Не плач
- 2021: Гордий промінь
- 2022: За нами перемога
- 2022: Я хочу повернутися
- 2023: Вітер Змін
- 2023: Моє серце

## Фільмографія

### Телебачення
| Рік  | Назва   | Примітка        |
| ---- | ------- | --------------- |
| 2021 | «Сліпа» | Епізодична роль |